# Фаотто, Максимилиано
Максимилиа́но Эми́лио Фао́тто (исп. Maximiliano Emilio Faotto; 3 апреля 1910, Монтевидео — неизвестно) — уругвайский футболист, защитник, во время игры в Италии принял итальянское гражданство.

## Карьера
Максимилиано Фаотто был ориунди, то есть сыном итальянцев, родившимся в Южной Америке, куда его родители приехали в поисках лучшей жизни. Детство Фаотто прошло в родном Монтевидео, где он и начал свою карьеру в клубе «Насьональ», воспитанником которого он был. В 1931 году Фаотто перешёл в другую столичную команду «Расинг», где провёл полтора года.
Из «Расинга» Фаотто, как и многие южноамериканские футболисты начала 1930-х годов, уехал на заработки в Италию. В Италии Фаотто стал играть в клубе Серии А «Палермо», где дебютировал 11 декабря 1932 года в матче с «Бари». Фаотто выступал за «Палермо» на протяжении 5 сезонов, вплоть до того момента, когда клуб занял 15-е место в чемпионате и опустился в Серию B, Фаотто не бросил команду, а попытался помочь ей вернуться в Серию А, но безуспешно, клуб стал 7-м во втором итальянском дивизионе. Затем Фаотто перешёл в римский клуб «Лацио», но в столичной команде Фаотто не смог застолбить твёрдое место в основе команды, чередуя периоды выходов на поле с моментами, когда Максимилиано оставался на скамье запасных. В сезоне 1940/41 Фаотто был отдан на сезон в аренду в клуб «Наполи», где стал лидером обороны, но был вынужден вернуться в «Лацио», где за сезон игры провёл лишь 7 матчей. После этого Фаотто ушёл в клуб Серии С «Асколи».
После окончания войны Фаотто вернулся в клуб «Палермо», в котором два сезона был играющим тренером.